# Jack Rice
Jack Rice (14 de mayo de 1893 – 14 de diciembre de 1968) fue un actor estadounidense. 
Nacido en Míchigan, es conocido por actuar como el cuñado de Edgar Kennedy en la serie comedias cortas de tema doméstico producida por RKO, así como por el papel de "Ollie" interpretado en cerca de una docena filmes de Columbia Pictures, basados en la tira de cómic Blondie, en la cual trabajaba Penny Singleton. Actuó en variados títulos cinematográficos, así como en otros cortos y en la televisión.
Falleció a causa de un cáncer en Woodland Hills (Los Ángeles), California, en 1968.

## Filmografía seleccionada
- Flying Down to Rio (1933)
- Dummy Ache (1936)
- Foreign Correspondent (1940)
- The Best Years of Our Lives (1946)
- Crashing Las Vegas (1956)
- That Touch of Mink (Suave como el visón) (1962)
- Son of Flubber (1963)